# آذری‌های بلاروس
آذری‌های بلاروس (ترکی آذربایجانی: Belarus azərbaycanlıları) گروه کوچک قومی از مردم آذری که به عنوان آذری‌های خارج از وطن در بلاروس شناخته می‌شوند، اینان شهروند بلاروس با قومیت آذری می‌باشند. پیشینه حضور اقوام آذری در بلاروس به دوران امپراطوری روسیه و شوروی سابق بازمی گردد که هر دو کشور جمهوری سوسیالیستی آذربایجان شوروی و بلاروس شوروی در محدوده یک واحد سیاسی مشترک بودند، همین امر سبب مهاجرت آذری‌ها به بلاروس شده‌است. بر اساس آخرین سرشماری قومی در سال ۲۰۰۹ میلادی در بلاروس قومیت آذری ۵٬۵۶۷ نفر معادل ۰٫۱٪ از جمعیت این کشور را شامل می‌شود، برخی منابع جمعیت آذری‌ها را تا ۷،۰۰۰ نفر نیز برآورد می‌کنند. 

## سرشناسان
- لیلا اسماعیلوا: خبرنگار، روزنامه‌نگار و مجری تلویزیونی
- کماندار مجیدوف: قهرمان المپیک و جهان در رشته کشتی
- ضابط صمدوف: ورزشکار کیک بوکسینگ
- ناطق باقروف: دارنده مدال برنز جودو در جهان و المپیک

## جمعیت‌شناسی
| قومی گروه                                                               | آمار رسمی ۱۹۵۹۱ | آمار رسمی ۱۹۵۹۱ | آمار رسمی ۱۹۷۰۲ | آمار رسمی ۱۹۷۰۲ | آمار رسمی ۱۹۷۹۳ | آمار رسمی ۱۹۷۹۳ | آمار رسمی ۱۹۸۹۴ | آمار رسمی ۱۹۸۹۴ | آمار رسمی ۱۹۹۹۵ | آمار رسمی ۱۹۹۹۵ | آمار رسمی ۲۰۰۹۶ | آمار رسمی ۲۰۰۹۶ |
| ----------------------------------------------------------------------- | --------------- | --------------- | --------------- | --------------- | --------------- | --------------- | --------------- | --------------- | --------------- | --------------- | --------------- | --------------- |
| قومی گروه                                                               | ۱٬۴۰۲           | ۰٫۰             | ۱٬۳۳۵           | ۰٫۰             | ۲٬۶۵۴           | ۰٫۰             | ۵٬۰۰۹           | ۰٫۱             | ۶٬۳۰۰           | ۰٫۱             | ۵٬۵۶۷           | ۰٫۱             |
| ۱ Source: . ۲ Source: . ۳ Source: . ۴ Source: . ۵ Source: . ۶ Source: . |                 |                 |                 |                 |                 |                 |                 |                 |                 |                 |                 |                 |